# Lovas (Magyarország)
Lovas község Veszprém vármegyében, a Balatonfüredi járásban. A település eredetileg Szent István magyar király korától az 1945-ös megyerendezésig Zala vármegyéhez tartozott.

## Fekvése

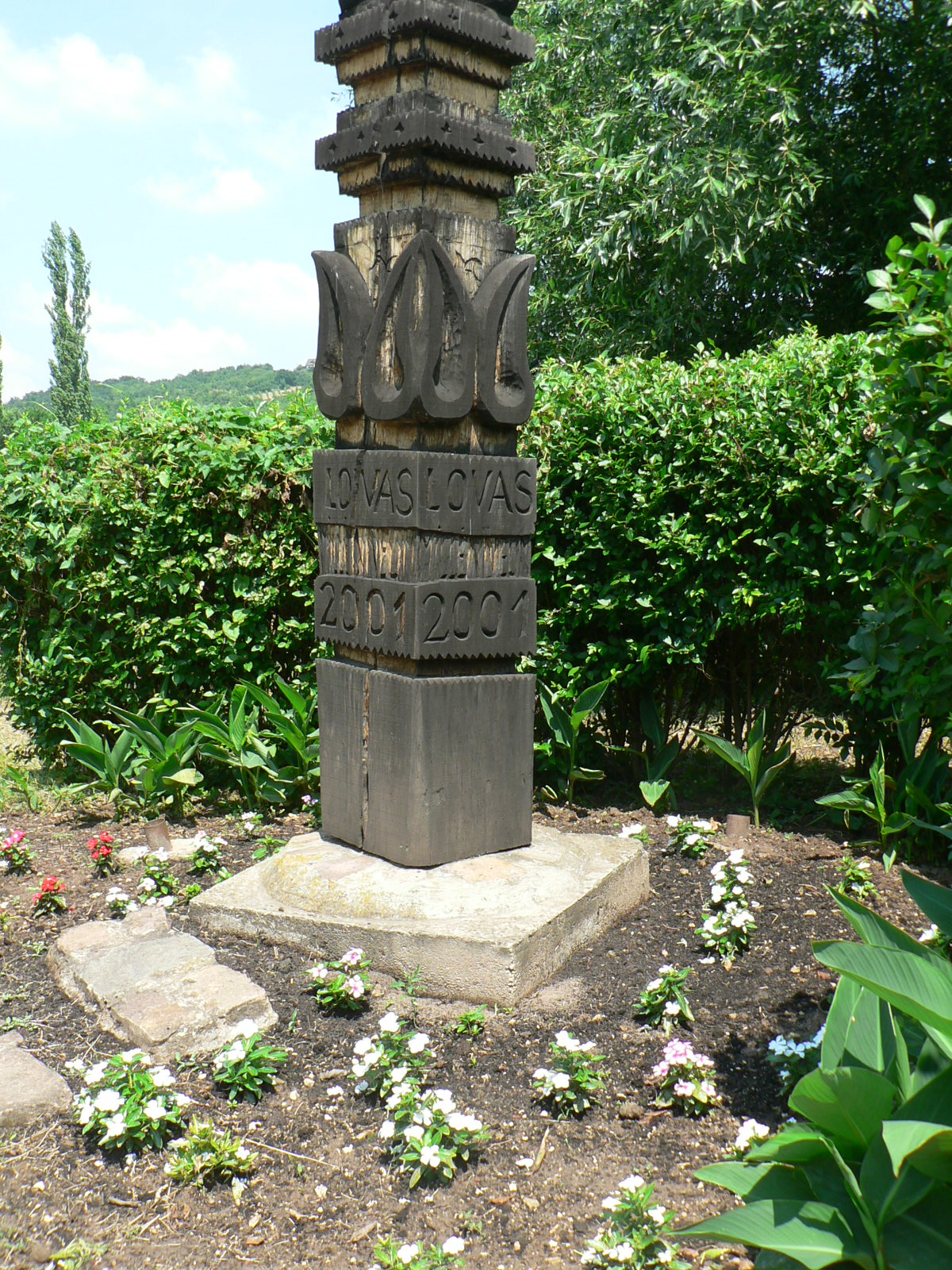
Kopjafa (részlete) a Lovasi-séd közelében

Lovas a Balaton északi partján, a Királykút völgyének kapujában fekszik. Közvetlen szomszédai Paloznak, Felsőörs és Alsóörs. Nyugaton az Öreghegy és a Kishegy szőlőskertjei övezik. A két hegy között folyik a Lovasi-séd, amelynek vize évszázadokon keresztül több malomnak nyújtott energiát. Ezt a részt ma is Malomvölgynek nevezik.
A falun római eredetű útvonal húzódik keresztül, amelynek itteni szakasza jelenleg részben a 7219-es, részben a 7221-es, részben pedig a 72 116-os számozást viseli. A 7219-es köti össze a községet a megyeszékhely Veszprémmel és a térség fő közlekedési útvonalának számító 71-es főúttal is, a 7221-es innen Balatonarácsig, a 72 116-os pedig Alsóörsig vezet.

## Története
Lovas Magyarország nyugati felén, a Balatontól északkeletre fekvő, alig 400 lelkes község, amely a Balatonfüred-csopaki borvidékhez tartozik. A település 1951-ben vált világszerte ismertté: ekkor fedeztek fel a község határában egy, becslések szerint 30–40 ezer évvel korábban működött festékbányát. Az őskori telepen mintegy 100 csonteszközt, s több kőeszközt találtak. Az ősember a kultikus célra használt vörös festékkel kiterjedt kereskedést folytathatott.
Az őskortól lakott vidékre 900 után telepedtek le a magyarok, akiknek itteni élete az első okleveles említésig (1290) a régészeti leletekből ismerhető meg. A szőlőműveléssel, halászattal, földműveléssel és állattenyésztéssel foglalkozó lakosok a 13. században kőtemplomot építettek, amelyet 1754-ben barokk stílusban átépítettek. A község életét a 13. század végétől az 1945-ig, a nagybirtokok felszámolásáig a veszprémi káptalan határozta meg. A jobbágyok 1848-ban felszabadultak a földesúri függés alól, s földtulajdonosokká váltak.
A község népe a 17. században a református hitre tért át. A 18. században a káptalan egy részüket visszatérítette a katolikus hitre, s 1753-ban nekik adta a templomot és a parókiát. A lovasi katolikus egyház a paloznaki plébánia filiája lett.

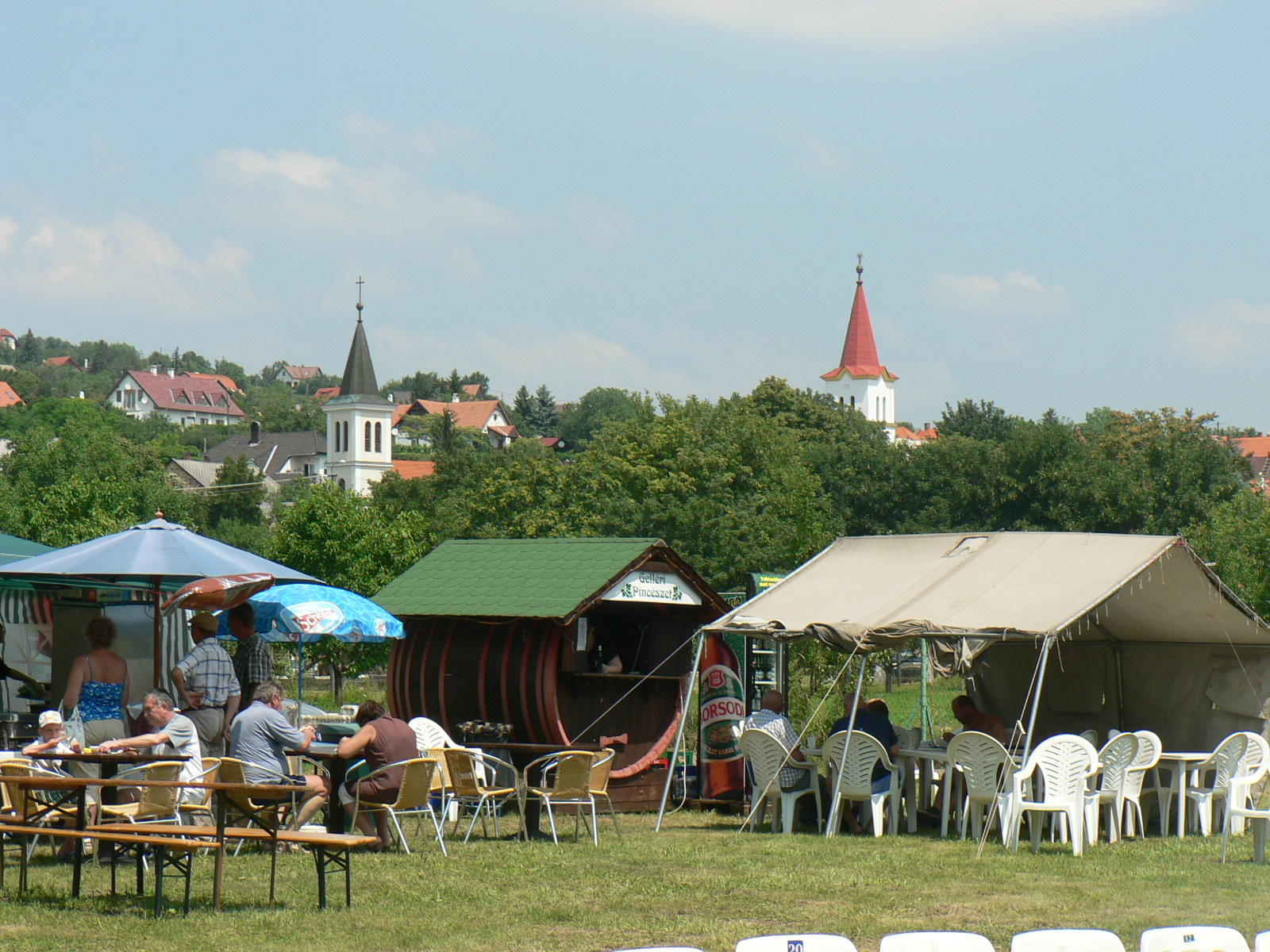
Pillanatkép a lovasi falunapokról (2013)

A reformátusok 1858-ban iskolát, 1910-ben templomot építettek maguknak. 1945-ig a református gazdák irányították a község és a hegyközség (promontorium) életét.
Lovas hagyományos paraszttársadalma 1945 után felbomlott. Az egyéni gazdálkodást 1951-től a termelőszövetkezeti gazdálkodás váltotta fel. A 20. század második felében a községben városias infrastruktúrát építettek ki, a lakosság többsége az iparban, kereskedelemben és szolgáltatási szférában helyezkedett el.
Napjainkra a falusi turizmus jelentősége is megnőtt.

## Közélete

### Polgármesterei
- 1990–1994: Bácsi Imre (független)[3]
- 1994–1998: Bácsi Imre (független)[4]
- 1998–2002: Kemenes Dénes (független)[5]
- 2002–2004: Sümegi József (független)[6]
- 2004–2006: Kemenes Dénes (független)[7]
- 2006–2010: Kemenes Dénes László (független)[8]
- 2010–2014: Ferenczy Gáborné (független)[9]
- 2014–2019: Ferenczy Gáborné (független)[10]
- 2019–2022: Ferenczy Gáborné (független)[11]
- 2022–2022: Fazekas Gábor Zoltán (független)[12]
- 2022–2024: Sárdi Máté (független)[13]
- 2024– : Sárdi Máté (független)[1]

A településen 2004. április 25-én időközi polgármester-választást (és képviselő-testületi választást) tartottak, az előző képviselő-testület önfeloszlatása miatt.
2022-ben kétszer is időközi választást kellett tartani Lovason: június 26-án a korábbi képviselő-testület önfeloszlatása miatt, november 6-án pedig a nyáron megválasztott polgármester augusztus 7-i leköszönése okán.

## Népesség
A település népességének változása:
| Lakosok száma | 428  | 434  | 442  | 482  | 533  | 523  | 519  |
|               | 2013 | 2014 | 2015 | 2021 | 2022 | 2023 | 2024 |

A 2011-es népszámlálás során a lakosok 88,8%-a magyarnak, 3,3% németnek mondta magát (10,3% nem nyilatkozott; a kettős identitások miatt a végösszeg nagyobb lehet 100%-nál). A vallási megoszlás a következő volt: római katolikus 46,3%, református 21,2%, evangélikus 3,1%, görögkatolikus 0,2%, felekezeten kívüli 13,8% (14,6% nem nyilatkozott).
2022-ben a lakosság 87,4%-a vallotta magát magyarnak, 4,9% németnek, 0,4% szerbnek, 0,4% cigánynak, 0,2% bolgárnak, 4,9% egyéb, nem hazai nemzetiségűnek (11,1% nem nyilatkozott; a kettős identitások miatt a végösszeg nagyobb lehet 100%-nál). Vallásuk szerint 30,6% volt római katolikus, 14,4% református, 3,2% evangélikus, 0,6% görög katolikus, 0,4% izraelita, 0,9% egyéb keresztény, 13,3% felekezeten kívüli (36,2% nem válaszolt).

## Nevezetességei
A község területén murvabányászat közben a régészek őskori festékbányát találtak, amelyet az emberiség egyik legősibb festékbányájának tartanak.
A település másik nevezetessége a 13. századi, Szűz Mária Szent Neve tiszteletére emelt Árpád-kori templom. A templombelsőben középkori falfestmények voltak, amiknek csekély maradványai a mai napig láthatóak. Felújításkor a belső vakolatleverés során, az északi hajófalon ép állapotú elszedett kőkeretes, csúcsíves ajtót láthatunk, amely bizonyította a 14. századi északi kápolna létezését. A romanikus templom mai formáját alapjában véve a 18. századi barokk átépítés, majd az 1911-es és 1990-es újjáépítések, restaurálások során nyerte el. 1990 októbere óta műemlék, mely építészeti múltunk ritka és pótolhatatlan tárgyi bizonyítéka.

## Szakirodalom
- Vértes László: Őskori bányák Veszprém megyében (Lovas, a legősibb bánya, A sümegi ősbánya) - Veszprém, 1969. - Athenaeum Ny. Bp. 69.0415

## Képek

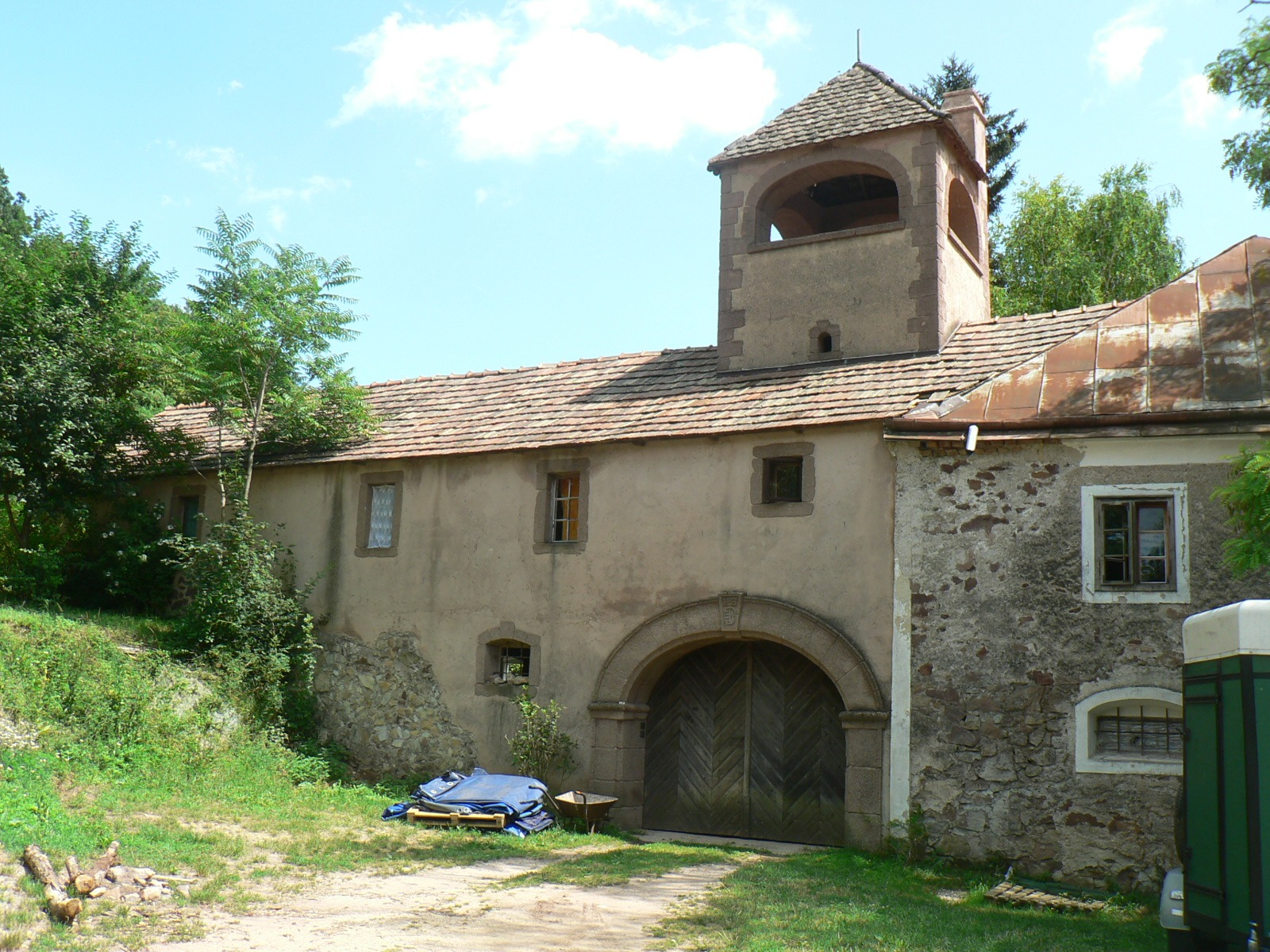
Régi malom Lovas határában
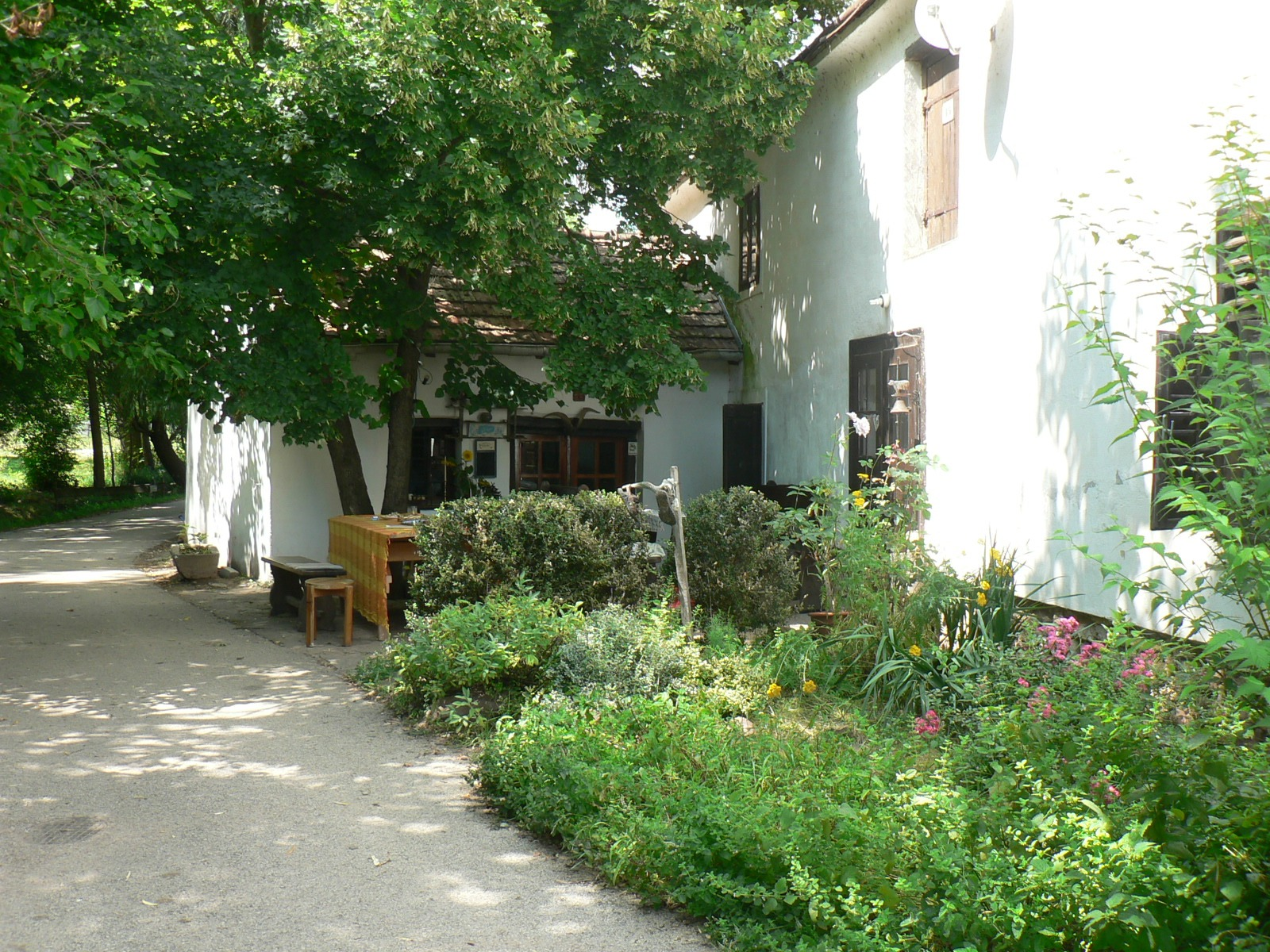
Régi malom Lovas határában
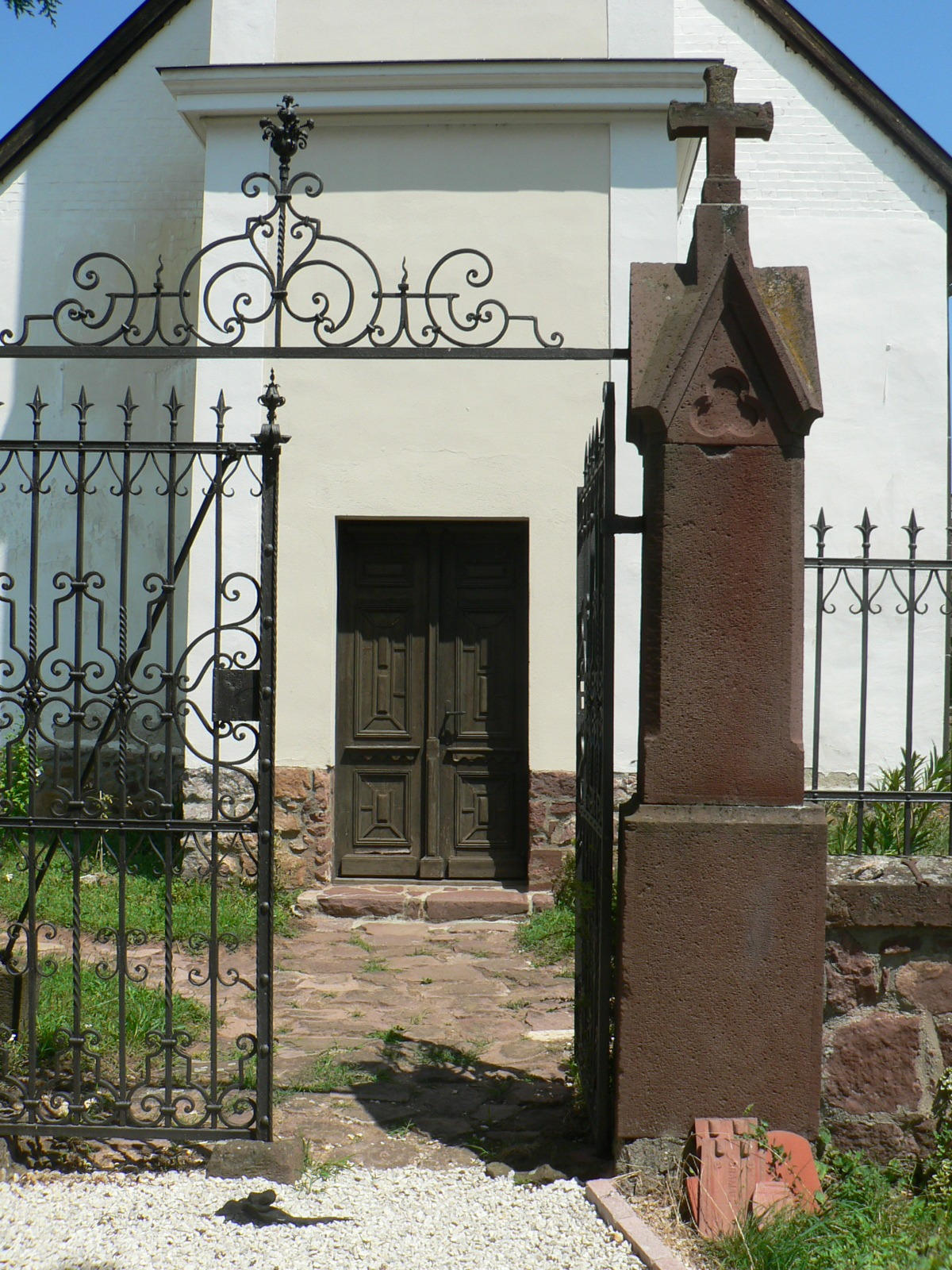
A katolikus templom bejárata
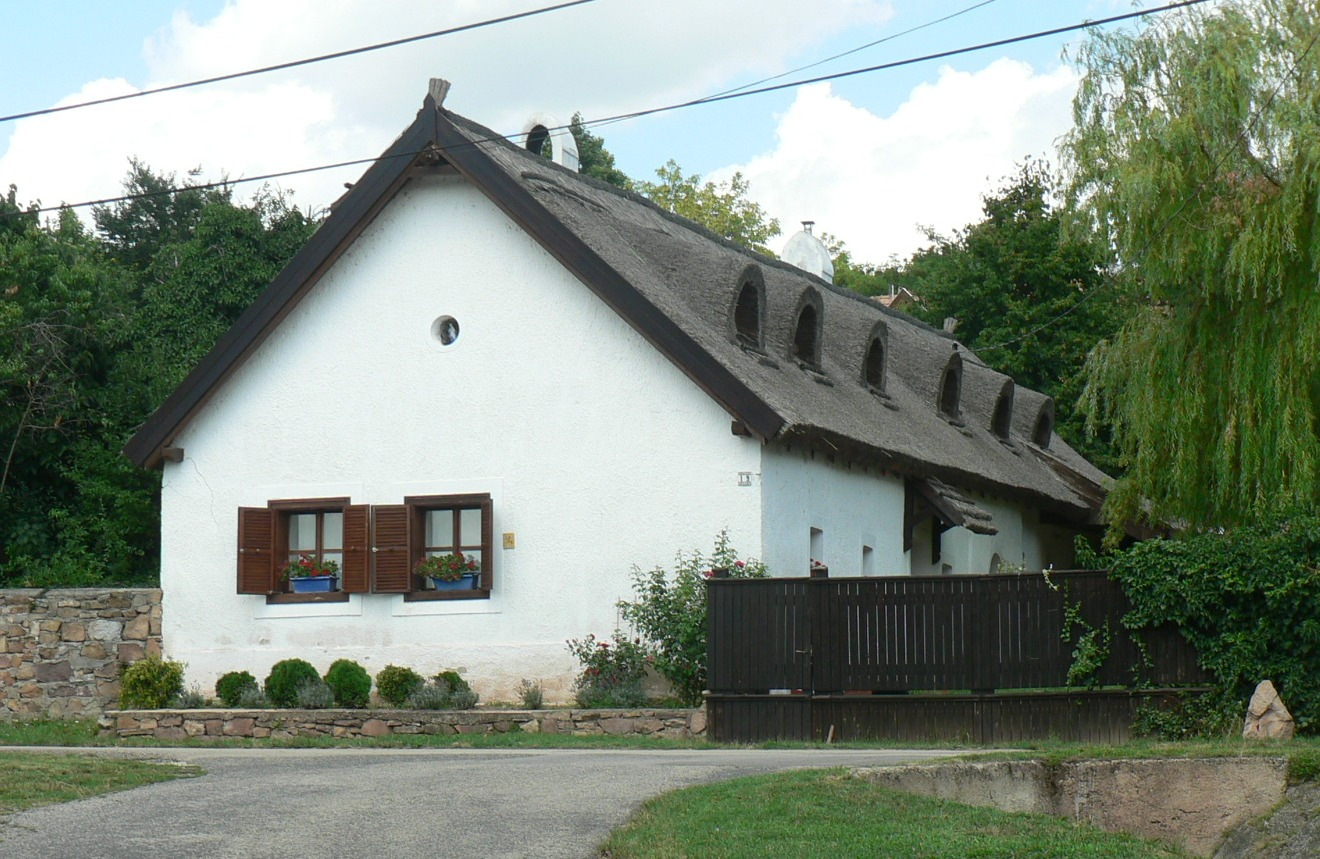
Jellegzetes lakóház a faluközpontban
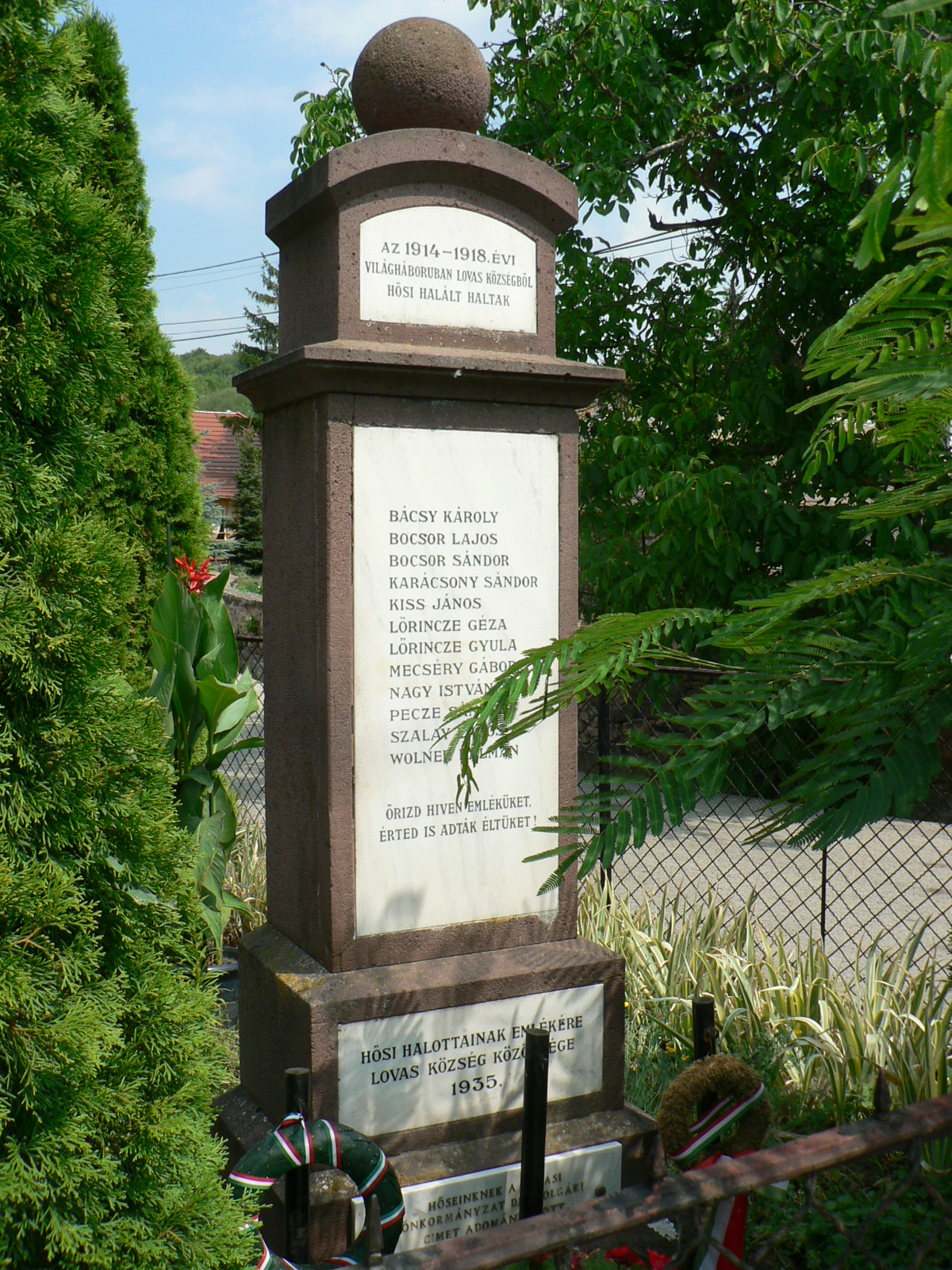
Lovas I. világháborús hősi emlékműve
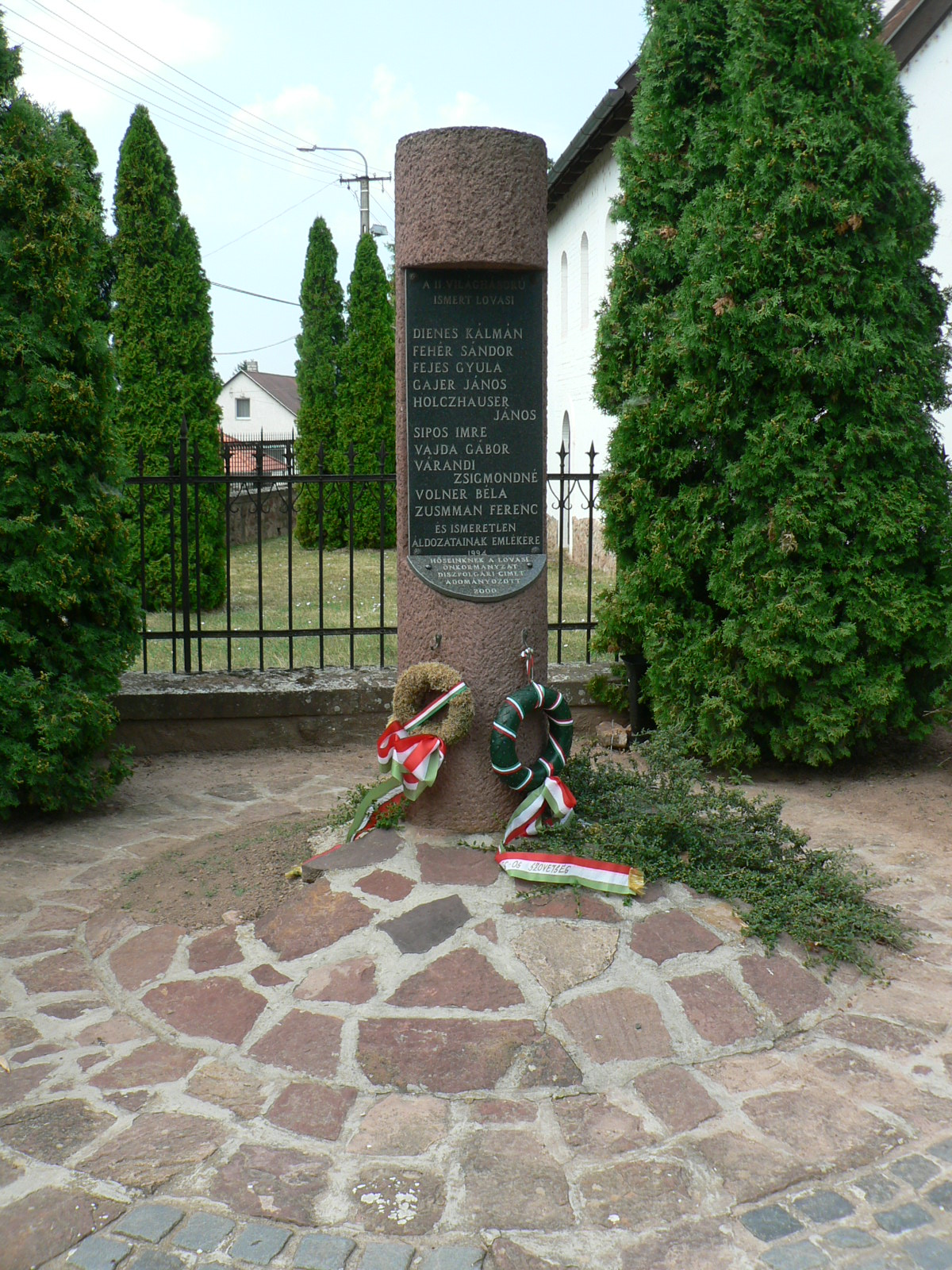
Lovas II. világháborús hősi emlékműve